# ONUB
De Opération des Nations Unies au Burundi (ONUB), of VN-operatie in Burundi in het Nederlands, was een vredesoperatie in Burundi die werd mogelijk gemaakt door de resolutie 1545 van 21 mei 2004, van de Veiligheidsraad van de Verenigde Naties. Het mandaat eindigde op 31 december 2006. Direct daarop werd BINUB, de "United Nations Integrated Office in Burundi" georganiseerd.

## Medaille
De gedetacheerde Nederlandse militairen kwamen in aanmerking voor de Herinneringsmedaille VN-Vredesoperaties. Zoals gebruikelijk stichtte de secretaris-generaal van de Verenigde Naties een van de Medailles voor Vredesmissies van de Verenigde Naties voor de deelnemers. Deze ONUB Medaille wordt aan militairen en politieagenten verleend.